# Liste der Nummer-eins-Hits in Deutschland (1955)
Diese Liste enthält alle Nummer-eins-Hits in Deutschland im Jahr 1955 gemäß der Zeitschrift Der Automatenmarkt. Sie ermittelte monatlich die beliebtesten Singles in den Jukeboxen. Es gab in diesem Jahr sechs Nummer-eins-Singles.
Siehe auch: Liste der Automatenmarkt-Chartsongs (1955)
| ← 1954 ← | Liste der Nummer-eins-Hits in Deutschland | Liste der Nummer-eins-Hits in Deutschland           | Liste der Nummer-eins-Hits in Deutschland                                                                             | 1956 → |
| \| Zeitraum \| Mt. ges. \| Interpret \| Titel Autor(en) \| Zusätzliche Informationen \| \| (Zeitraum, Monate auf Platz eins, Interpret, Titel, Autor[en], zusätzliche Informationen) \| \| \| \| \| \| ----------------------------------------------------------------------------------------- \| -------- \| --------------------------------------------------- \| --------------------------------------------------------------------------------------------------------------------- \| ------------------------------------------------------------------------------------------------------------------------------------------------------------------------------------------------------------------------------------- \| \| Januar 1955 – Februar 1955 2 Monate \| 2 \| Hula Hawaiian Quartett \| Jim, Jonny und Jonas Musik: Johnny Bond; deutscher Text: Heinzli \| Für Countrysänger Johnny Bond war das Original kein Hit, aber die deutsche Version kam gleich in zwei Versionen in die Charts und brachte dem Hula Hawaiian Quartett seinen einzigen Spitzenreiter. \| \| März 1955 – Juli 1955 5 Monate \| 5 \| Caterina Valente \| Ganz Paris träumt von der Liebe Musik: Cole Porter; deutscher Text: Kurt Feltz \| I Love Paris von Cole Porter wurde in der deutschen Version für Caterina Valente der erste von fünf Nummer-eins-Hits ab 1954. \| \| August 1955 – September 1955 2 Monate \| 2 \| Bibi Johns und die Penny-Pipers \| Die Gipsy-Band (Polly-Dolly-do) Musik: Heino Gaze; Text: Kurt Feltz \| Ihre Debütsingle Bella Bimba war im Vorjahr vielleicht der größere Hit für die Schwedin, erreichte aber nur Platz 2, während Die Gipsy-Band ihr auch dank ihres Auftritts damit im Film Ball in Savoy den ersten Platz brachte. \| \| Oktober 1955 1 Monat \| 1 \| Silvio Francesco mit Fausto Campi und den Leonardos \| He Mr. Banjo Original: Freddy Morgan, Norman Sidney Malkin; deutscher Text: Kurt Feltz \| Mit Wenn das Banjo, das Banjo erklingt hatte der ältere Bruder von Caterina Valente früher im Jahr seinen ersten Charterfolg, der zweite Banjo-Song mit Werner Müller alias Fausto Campi brachte ihm seinen einzigen Nummer-eins-Hit. \| \| November 1955 1 Monat \| 1 \| Die Hilo Hawaiians \| Domingo Santo Domingo Peter Ström, Ludwig Schönleitner \| Im Gegensatz zu den Hula Hawaiians kamen die Hilo Hawaiians wirklich aus Hawaii, aber beide Gruppen hatten gemeinsam, dass sie im selben Jahr ihren einzigen Nummer-eins-Hit hatten. \| \| Dezember 1955 1 Monat (insgesamt 2) \| 2 \| Lys Assia \| Arrivederci, Roma Musik: Renato Ranucci; Originaltext: Pietro Garinei, Sandro Giovannini; deutscher Text: Will Glando \| Den vielfach gecoverten Song des Italieners Renato Rascel brachte in Deutschland Lys Assia in die Charts, nach dem Schweden-Mädel im Vorjahr ihr zweiter Charttopper. \| |                                           |                                                     | | |
| ← 1954 |                                           |                                                     | | → 1956 → |
| Zeitraum | Mt. ges.                                  | Interpret                                           | Titel Autor(en) | Zusätzliche Informationen |
| (Zeitraum, Monate auf Platz eins, Interpret, Titel, Autor[en], zusätzliche Informationen) |                                           |                                                     | | |
| Januar 1955 – Februar 1955 2 Monate | 2                                         | Hula Hawaiian Quartett                              | Jim, Jonny und Jonas Musik: Johnny Bond; deutscher Text: Heinzli                                                      | Für Countrysänger Johnny Bond war das Original kein Hit, aber die deutsche Version kam gleich in zwei Versionen in die Charts und brachte dem Hula Hawaiian Quartett seinen einzigen Spitzenreiter.                                   |
| März 1955 – Juli 1955 5 Monate | 5                                         | Caterina Valente                                    | Ganz Paris träumt von der Liebe Musik: Cole Porter; deutscher Text: Kurt Feltz                                        | I Love Paris von Cole Porter wurde in der deutschen Version für Caterina Valente der erste von fünf Nummer-eins-Hits ab 1954. |
| August 1955 – September 1955 2 Monate | 2                                         | Bibi Johns und die Penny-Pipers                     | Die Gipsy-Band (Polly-Dolly-do) Musik: Heino Gaze; Text: Kurt Feltz                                                   | Ihre Debütsingle Bella Bimba war im Vorjahr vielleicht der größere Hit für die Schwedin, erreichte aber nur Platz 2, während Die Gipsy-Band ihr auch dank ihres Auftritts damit im Film Ball in Savoy den ersten Platz brachte.       |
| Oktober 1955 1 Monat | 1                                         | Silvio Francesco mit Fausto Campi und den Leonardos | He Mr. Banjo Original: Freddy Morgan, Norman Sidney Malkin; deutscher Text: Kurt Feltz                                | Mit Wenn das Banjo, das Banjo erklingt hatte der ältere Bruder von Caterina Valente früher im Jahr seinen ersten Charterfolg, der zweite Banjo-Song mit Werner Müller alias Fausto Campi brachte ihm seinen einzigen Nummer-eins-Hit. |
| November 1955 1 Monat | 1                                         | Die Hilo Hawaiians                                  | Domingo Santo Domingo Peter Ström, Ludwig Schönleitner                                                                | Im Gegensatz zu den Hula Hawaiians kamen die Hilo Hawaiians wirklich aus Hawaii, aber beide Gruppen hatten gemeinsam, dass sie im selben Jahr ihren einzigen Nummer-eins-Hit hatten.                                                  |
| Dezember 1955 1 Monat (insgesamt 2) | 2                                         | Lys Assia                                           | Arrivederci, Roma Musik: Renato Ranucci; Originaltext: Pietro Garinei, Sandro Giovannini; deutscher Text: Will Glando | Den vielfach gecoverten Song des Italieners Renato Rascel brachte in Deutschland Lys Assia in die Charts, nach dem Schweden-Mädel im Vorjahr ihr zweiter Charttopper.                                                                 |